# Adeloneivaia acuta
Adeloneivaia acuta är en fjärilsart som beskrevs av William Schaus 1896. Adeloneivaia acuta ingår i släktet Adeloneivaia och familjen påfågelsspinnare. Inga underarter finns listade i Catalogue of Life.

## Bildgalleri

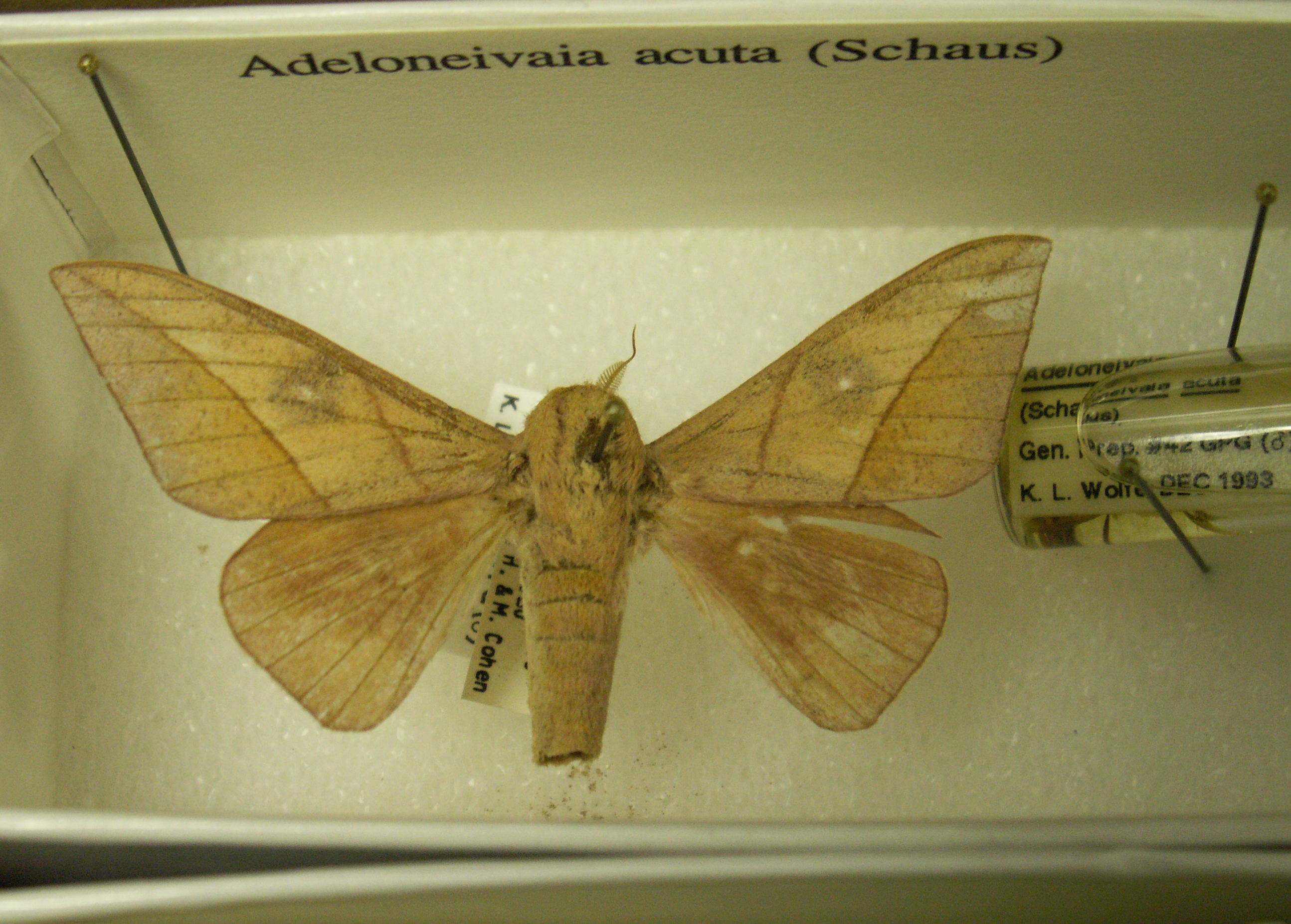